# Američka borovnica
Američka borovnica  (močvarna ili kultivirana borovnica, lat. Vaccinium corymbosum) je trajnica, plavo obojenih, jestivih bobičastih plodova. Pripada rodu Vaccinium (u istom su rodu i američka pa domaća brusnica) i porodici Ericaceae. Raširana je u prirodnim stanistima na močvarnim područjima sjeverne Amerike.
Traži drenirana, rastresita i vlažna, kisela zemljišta (pH 3,4 do 5,5). Razlikuju se američke borovnice visokog i niskog rasta.
Danas se ova biljka uzgaja ne samo u SAD i Kanadi već i u Europi, Južnoj Americi, Južnoj Africi, Australiji, te na Novom Zelandu i u Kini. Posljednjih godina sve se više sadi i kod nas. Umnožava se vegetativno.
Američka borovnica vrijedno je voće, no treba naglasiti da se niti po sadržaju vitamina, niti po količini antocijana te utjecaju na zdravlje ne može usporediti s našom domaćom borovnicom. Uz to se u uzgoju uvelike koriste i pesticidi, te ovo dodatno umanjuje njenu vrijednost.

## Sastav plodova
| Energetska vrijednost | Voda   | Bjelančevine | Masti       | Ugljikohidrati | Kalcij  | Željezo | Magnezij | Vitamin A | Vitamin C     |
| --------------------- | ------ | ------------ | ----------- | -------------- | ------- | ------- | -------- | --------- | ------------- |
| 57 kJ (241 kcal)      | 84,8 g | 0,67–0,70 g  | 0,38–0,50 g | 14,14–15,30 g  | 6,21 mg | 0,17 mg | 4,83 mg  | 100 IE    | 13,03–22,1 mg |

## Sorte
Ovo su samo neki od češćih kultivara, sortirani po vremenu berbe:
| Rane - Duke - Patriot - Reka - Spartan | Srednje - Bluecrop - Blu-ray - KaBluey - Northland | Kasne - Aurora - Darrow - Elliott - Jersey |

## Vanjske poveznice
- David E. Yarborough, Wild Blueberry Culture in Maine  Arhivirana inačica izvorne stranice od 21. srpnja 2015. (Wayback Machine)    umaine.edu
- The Blueberry Bulletin  Arhivirana inačica izvorne stranice od 25. srpnja 2008. (Wayback Machine) rutgers.edu
- Clayton-Greene, K. International Society for Horticultural Science, The Blueberry Industry in Australia: An Overview